# ACID Pro
ACID Pro — аудиоредактор от Magix Software (ранее от Sony Creative Software Inc) позволяющий творить музыкальные композиции на основе интегрированных или собственных семплов.
Программа имеет более 1000 loop-ов и разрешает использовать нелимитированное количество аудиодорожек. С помощью этой студии можно фильтровать импортированные MIDI-треки, редактировать ритмическую сетку и применять эффекты. Среди пользователей её выделяют как  специализированная программа заточенная под аранжировку и решения специфических задач.

## Возможности
- Обработка неограниченного числа семплов (sample) для создания собственных композиций, как для Audio CD, так и для Интернет и Flash;
- Поддержка более 10 различных аудиоформатов, а также импорт и экспорт звуков;
- Большой набор спецэффектов и семплов;
- Средства микширования (есть интегрированный микшер) и обработки семплов. Складывание песни из loop’ов и позволяет создавать свои собственные композиции, делать ремиксы песен, использовать видео ряд, а также создавать музыку для ваших сайтов или Flash анимации;
- полноценная среда для записи, редактирования и секвенсирования MIDI-дорожек.

Программа подходит как для начинающих музыкантов, так и для профессионалов.
Acid Music Studio сохраняет произведения в такие популярные форматы, как WAV, WMA, RM, AVI, MP3.
Поддерживает файлы формата WAV, MP3, Windows Media Audio, Windows Media Video, RM, WAV, Audio Interchange File Format (AIF), PCA, AC3.
Корректно работает на  Windows 7, Windows 8, Windows 8.1, и Windows 10.
Язык интерфейса:   
- английский;
- французский;
- немецкий;
- японский;
- испанский.

Цена программы ACID Pro — около 149 долларов.;
Цена программы ACID Music Studio — около 60 долларов.

## Минимальные системные требования
- Центральный процессор: 1 GHz;
- Оперативная память (ОЗУ): 1 GB;
- Видеокарта: встроенная;
- Звуковая карта: встроенная;
- Свободного места на диске: 200 MB для установки, 600 мегабайт для включенных в состав семплов.